# Sociedad Deportiva Santiagotarrak
La Sociedad Deportiva Santiagotarrak es un club deportivo vasco que ha competido en varios deportes desde su fundación en 1965. Ha participado en regatas en todas las categorías y modalidades de banco fijo, bateles, trainerillas y traineras, siendo su última participación con una trainera masculina en el año 2003, cuando participó en la Liga Federativa. También compite en piragüismo, en sus dos vertientes, tanto en aguas tranquilas como en aguas bravas.

## Historia
El primer año que consiguió sacar una trainera fue en 1994, y lo hizo consecutivamente hasta 2003.